# بيجو 306

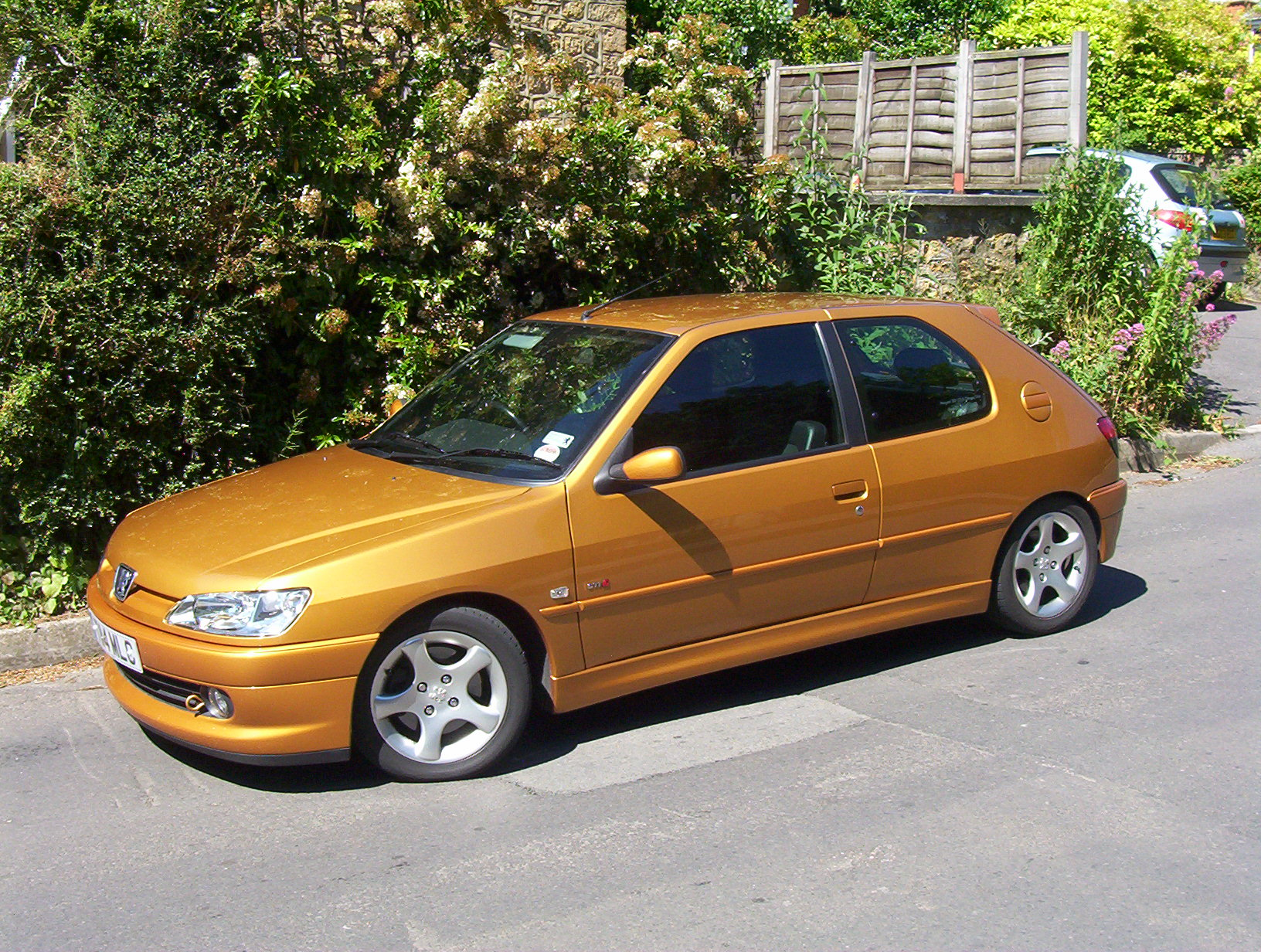
بيجو 306

بيجو 306 (بالفرنسية: Peugeot 306)‏ هي سيارة عائلية صغيرة روجتها الشركة الفرنسية لتصنيع السيارات بيجو من 1993 إلى 2002. حلت محل بيجو 309. أعطت بيجو 306 العديد من التحديثات والتغييرات الجمالية لمواكبة المنافسة، واصلت كابريوليه وإصدارات الحوزة حتى عام 2002.